# Marînivka, Prîmorsk
Marînivka (în ucraineană Маринівка) este un sat în comuna Veaceslavka din raionul Prîmorsk, regiunea Zaporijjea, Ucraina.

## Demografie
Componența lingvistică a localității Marînivka
     Bulgară (50,34%)
     Rusă (36,69%)
     Ucraineană (12,83%)
Conform recensământului din 2001, majoritatea populației localității Marînivka era vorbitoare de bulgară (50,34%), existând în minoritate și vorbitori de rusă (36,69%) și ucraineană (12,83%).